# Bursera oerstedii
Bursera oerstedii là một loài thực vật có hoa trong họ Burseraceae. Loài này được (Standl.) Standl. mô tả khoa học đầu tiên năm 1929.